# Ape Academy 2
Ape Academy 2 est un jeu vidéo de party game sorti en 2005 sur PlayStation Portable. Le jeu a été développé et édité par Sony.